# 一関市立一関東中学校
一関市立一関東中学校（いちのせきしりつ いちのせきひがしちゅうがっこう）は、岩手県一関市滝沢にある公立中学校。2008年（平成20年）に一関市立真滝中学校と一関市立弥栄中学校が統合、新設校として発足した。統合前の真滝中の牧澤神楽と弥栄中の富沢神楽の二つの神楽を引き継ぎ、現在も体育祭では二つの神楽を披露している。

## 沿革
- 2006年度（平成18年度）- 一関市立真滝中学校の隣接地に、校舎や体育館などを着工[2]。
- 2007年度（平成19年度）- 鉄筋コンクリート造2階建ての校舎と体育館を落成[3][2]。
- 2008年（平成20年）
  - 3月31日 - 一関市立真滝中学校と一関市立弥栄中学校が、統合に伴い閉校[4]。
  - 4月1日 - 一関市立一関東中学校として開校[5]。
  - 4月5日 - 開校式を挙行[2]。
- 2009年（平成21年）12月6日 - 落成式を挙行。上智大学特命教授の西澤潤一による記念講演を開催[6]。
- 2011年（平成23年）3月11日 - 東北地方太平洋沖地震により各所が被災[7]。
- 2014年（平成26年）12月 - 真滝中学校第3回卒業生の有志による文庫を設置[8]。
- 2015年（平成27年）3月 - 一関市立一関東中学校同窓会を設立[8]。
- 2017年（平成29年）4月 - 文部科学省より人権教育研究指定校に指定[5]。
- 2021年（令和3年）4月 - 一関市教育委員会よりICT活用研究指定校に指定[5]。

## 学校目標

### 校訓
2008年に上智大学特命教授の西澤潤一によって策定。

### 教育目標
出典：

## 学校活動
主な学校活動（行事）のみ掲載。
1学期
- 4月 - 新任式、始業式、入学式、対面式
- 5月 - 運動会
- 6月 - 芸術鑑賞、一関地方中総体
- 7月 - 社会体験（2年生）、県中総体、終業式（夏季休業）

2学期
- 8月 - 始業式、一関地方駅伝大会
- 9月 - 一関地方児童生徒独唱大会、一関地方新人戦
- 10月 - 一関地方中文祭、県新人大会前期、文化祭
- 11月 - 修学旅行（3年生）、宿泊研修（2年生）、一関地方児童生徒音楽発表会、県新人大会後期
- 12月 - 終業式（冬期休業）

3学期
- 1月 - 始業式、公立高等学校推薦入試
- 2月 - 小中交流会、三送会
- 3月 - 公立高等学校一般入試、卒業式、修了式、離任式

## 部活動

### 運動部
- 野球部
- バレーボール部
- バドミントン部
- テニス部
- 卓球部

出典：

## 付属施設
主な施設のみ掲載。
- 体育館（1,222 m2）- 鉄骨造平屋建て[3]
- 校庭（20,003 m2[13]）

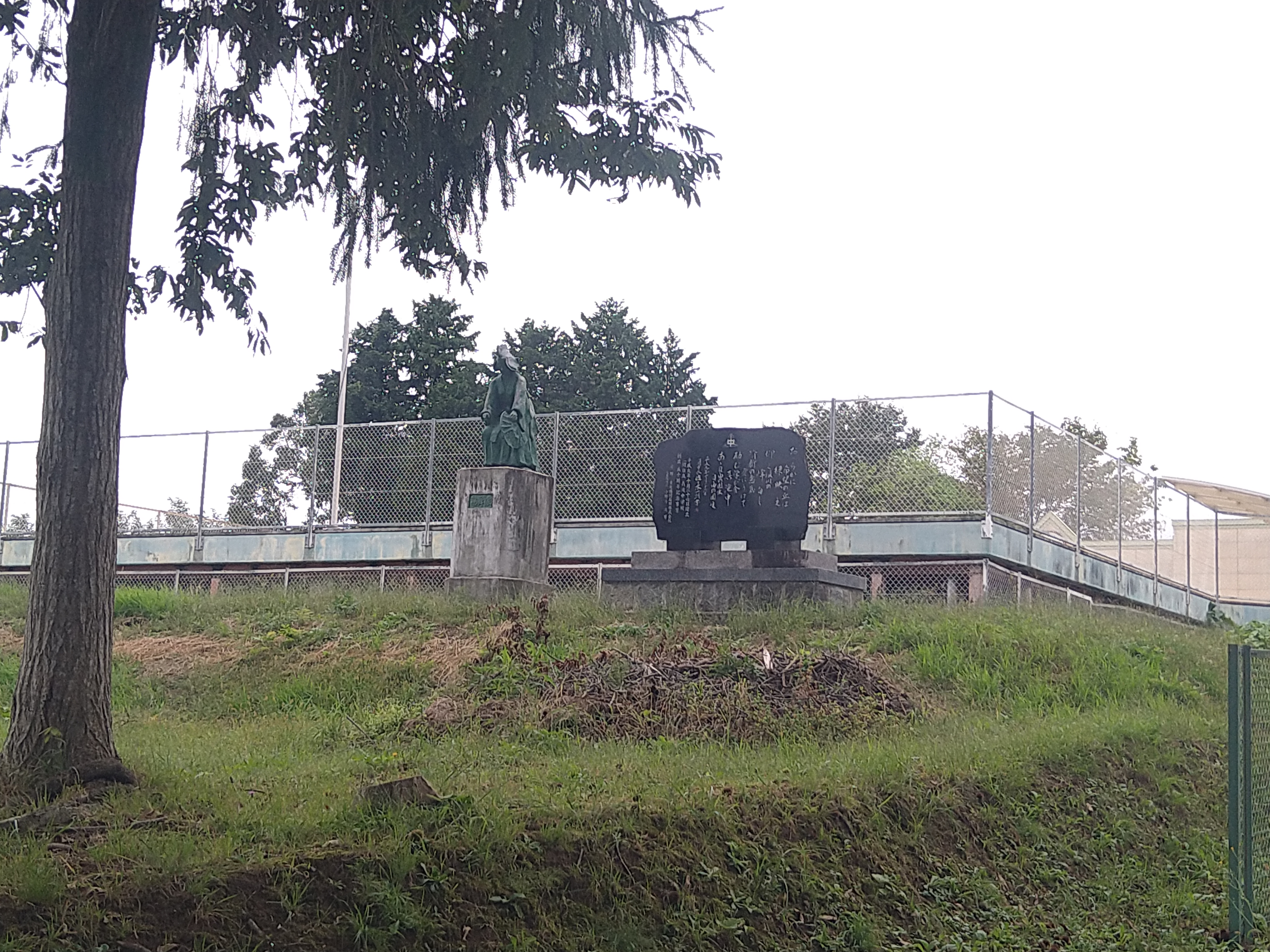
プール脇にある真滝中学校の鶏舞像と記念碑（2023年9月）

- テニスコート
- プール - 真滝中学校から継承[2]

## 生徒・学級数

### 本校の生徒・学級数
開校以降の生徒数と学級数の推移。
| 年度                                          | 生徒数   | 増減 | 学級数 | 増減 | 出典   | 備考       |
| --------------------------------------------- | -------- | ---- | ------ | ---- | ------ | ---------- |
| 2008（平成20）年度                            | 121（3） |      | 6（2） |      | [ 14 ] | 開校       |
| 2009（平成21）年度                            | 125（4） | 4    | 7（2） | 1    | [ 15 ] |            |
| 2010（平成22）年度                            | 124（5） | －1  | 8（2） | 1    | [ 16 ] |            |
| 2011（平成23）年度                            | 104（2） | －20 | 6（2） | －2  | [ 17 ] |            |
| 2012（平成24）年度                            | 92（2）  | －12 | 5（2） | －1  | [ 18 ] |            |
| 2013（平成25）年度                            | 94（1）  | 2    | 5（1） | 0    | [ 18 ] |            |
| 2014（平成26）年度                            | 100（4） | 6    | 4（1） | －1  | [ 18 ] |            |
| 2015（平成27）年度                            | 102（6） | 2    | 4（1） | 0    | [ 18 ] |            |
| 2016（平成28）年度                            | 92（5）  | －10 | 4（1） | 0    | [ 18 ] |            |
| 2017（平成29）年度                            | 90（4）  | －2  | 5（2） | 1    | [ 18 ] |            |
| 2018（平成30）年度                            | 93（5）  | 3    | 5（2） | 0    | [ 18 ] | 開校10周年 |
| 2019（令和元）年度                            | 86（4）  | －7  | 5（2） | 0    | [ 18 ] |            |
| 2020（令和2）年度                             | 92（4）  | 6    | 5（2） | 0    | [ 18 ] |            |
| 2021（令和3）年度                             | 90（3）  | －2  | 5（2） | 0    | [ 18 ] |            |
| 2022（令和4）年度                             | 110（4） | 20   | 6（2） | 1    | [ 18 ] |            |
| 2023（令和5）年度                             | 109（2） | −1   | 7（2） | 1    | [ 8 ]  |            |
| ※生徒数・学級数内の（）は特別支援生徒・学級数 |          |      |        |      |        |            |

### 統合直前（2007年度）の各校の生徒・学級数
| 学校名     | 生徒数 | 生徒数 | 生徒数 | 生徒数 | 学級数 | 出典   |
| 学校名     | 1年    | 2年    | 3年    | 計     | 学級数 | 出典   |
| ---------- | ------ | ------ | ------ | ------ | ------ | ------ |
| 真滝中学校 | 31     | 26     | 29     | 86     | 3      | [ 19 ] |
| 弥栄中学校 | 5      | 12     | 13     | 30     | 3      | [ 19 ] |
| 合計       | 36     | 38     | 42     | 116    | 6      |        |

## 学区
一関市立滝沢小学校と一関市立弥栄小学校の学区。
- 一関市滝沢
  - 真滝7区、8区、10区、11区
  - 9区（一部）
  - 12区（一部）
  - 水口区
- 一関市弥栄

出典：

## 進学前小学校
- 一関市立滝沢小学校（一関市滝沢）
- 一関市立弥栄小学校（一関市弥栄）

出典：

## アクセス
滝沢地区の高台、真滝学校給食センターのそばに位置している。

### 鉄道
- 真滝駅（JR東日本・大船渡線）から車で約2分、徒歩で約12分

### バス
- 「水口」バス停（岩手県交通・本郷線）から徒歩で約8分
- 「寺田下」バス停（同上）から徒歩で約10分

### 自動車
- 国道284号（真滝バイパス）滝沢字鶴ケ沢の交差点から市道経由で約2分

## 周辺
- 一関市 真滝学校給食センター
- 一関市立真滝幼稚園
- 一関木材流通センター
- 一関警察署真滝駐在所